# William A. Cunningham III
William Alexander Cunningham III  (* 10. Mai 1911 in Athens, Clarke County, Georgia; † 25. September 1983 in Washington, D.C.) war ein Generalmajor der United States Army. Er war unter anderem Kommandeur der 24. Infanteriedivision.

## Leben
William A. Cunningham III war ein Sohn von William Alexander Cunningham Jr. (1886–1968) und dessen Frau Ada Ritter (1888–1913). Der Vater war amerikanischer Heeresoffizier im Ersten und im Zweiten Weltkrieg und brachte es im US-Heer bis zum Oberst. Im Jahr 1928 trat der jüngere Cunningham als einfacher Soldat als Infanterist dem US-Heer bei. In den Jahren 1919 und 1930 besuchte er in Fort McPherson in Georgia eine Schule zur Vorbereitung auf die Militärakademie. In den Jahren 1930 bis 1934 durchlief er die United States Military Academy in West Point. Nach seiner Graduation wurde er als Leutnant der Infanterie zugeteilt. In der Armee durchlief er anschließend alle Offiziersränge vom Leutnant bis zum Zwei-Sterne-General.
In seinen jüngeren Jahren absolvierte er den für Offiziere in den niederen Rangstufen üblichen Dienst in verschiedenen Einheiten und Standorten. Dazu gehörten auch Aufgaben als Stabsoffizier in verschiedenen Hauptquartieren. Dabei war er unter anderem auf Hawaii bei der damaligen Hawaiian Division stationiert. Im Jahr 1940 gehörte er dem Stab des 16. Infanterieregiments an, das in Fort Devens in Massachusetts ansässig war. Danach absolvierte er bis 1942 in Fort Benning, dem heutigen Fort Moore, in Georgia die Infantry School. In diese Zweit fiel der amerikanische Eintritt in den Zweiten Weltkrieg.
Nach seiner Zeit an der Infantry School wurde William Cunningham Bataillonskommandeur im 16. Infanterieregiment, das der 1. Infanteriedivision unterstand. Im August 1942 wurde er mit seiner Einheit und der ganzen Division nach England verlegt und später bei der Landung in Nordafrika eingesetzt. Bei der Schlacht von El Guettar am 23. März 1943 wurde er schwer verwundet. Er wurde zur Behandlung in das Walter Reed Hospital in Washington, D.C. gebracht.
Im September 1943 hatte er sich soweit erholt, dass er als Dozent zum Command and General Staff College in Fort Leavenworth in Kansas versetzt werden konnte. Dort war er der erste angehörige der Fakultät mit Kampferfahrung des Zweiten Weltkrieges. Zwischen Januar 1945 und 1947 gehörte er dem Stab der Truppen auf Okinawa an. Er nahm zunächst an der Schlacht um Okinawa teil und gehörte dann im Hauptquartier der dortigen Truppen der G3 (Operationen) bzw. der G4 (Logistik und Nachschub) Stabsabteilung an. Anschließend war er bis November 1947 Stabsoffizier im 24. Infanterieregiment.
Daran schloss sich eine Versetzung zum Heeresministerium in Washington, D.C. an, wo er Abteilungsleiter für Manöver in dessen G3 Stabsabteilung für Operationen war. Im Jahr 1949 absolvierte er das Armed Forces College. Daran schloss sich eine Versetzung nach Fort Bragg, in North Carolina an, wo er dem Stab des Army Air Support Boards angehörte.
Im Jahr 1952 kehrte Cunningham in den Fernen Osten zurück, wo er in der J3 Stabsabteilung für Operationen im dortigen Joint Staff, Headquarters tätig war. Dort war er mit den militärischen und politischen Vorgängen bzw. den entsprechenden Planungen in der Region einschließlich des Koreakriegs und des Indo-China Kriegs befasst.
Später erhielt er das Kommando über das 18. Infanterieregiment in Fort Riley das der 1. Infanteriedivision unterstand. Anschließend wurde er Stabschef dieser Division. Im Jahr 1958 erreichte er mit seiner Beförderung zum Brigadegeneral die Generalsränge. In der Folge wurde er erneut in den Fernen Osten versetzt. Dort war er unter anderem Militärberater für Südkorea, und Stabsoffizier in der G3 Abteilung der 8. Armee. Danach gehörte er auch dem Stab der 1. Kavalleriedivision an, die die Demilitarisierte Zone in Korea kontrollierte.
Im Januar 1960 wurde William Cunningham zum Stab des Command and General Staff Colleges versetzt. Ein Jahr später erfolgte seine Beförderung zum Generalmajor. Zwischen 1961 und Mai 1963 leitete er die G1 Stabsabteilung für Personal bei USAREUR in Heidelberg. Anschließend verblieb er in Deutschland. In Augsburg übernahm er im Mai 1963 das Kommando über die 24. Infanteriedivision, das er bis Juli 1965 innehatte. Damals wurde die in Augsburg und München stationierte Division im Rahmen von ROAD (Reorganization Objective Army Division) zu einer mechanisierten Division, bestehend aus drei Brigaden, umstrukturiert. Danach übernahm Cunningham bis 1966 das Kommando über das IV. Korps das in Birmingham in Alabama ansässig war. Danach ging er in den Ruhestand.
Nach seiner Pensionierung arbeitete Cunningham für einige Zeit als Zivilist für einige Firmen, darunter eine in Saigon im damaligen Südvietnam. Er verbrachte seinen Lebensabend in Mathews in Virginia. Der mit Madera „Deede“ Maddux (1917–2002) verheiratete Offizier starb am 25. September 1983 in Washington, D.C. und wurde auf dem Friedhof der Militärakademie in West Point beigesetzt.

## Orden und Auszeichnungen
William Cunningham erhielt im Lauf seiner militärischen Laufbahn unter anderem die Army Distinguished Service Medal, den Silver Star und die Auszeichnung Legion of Merit verliehen.